# Афанасий (Салиба)
Епи́скоп Афана́сий (араб. الأسقف أثناسيوس‎, в миру Адиб Салиба, араб. أديب صليبا‎; 26 февраля 1920, Абу-Мизан, Горный Ливан — 27 декабря 2016, Дамаск) — епископ Антиохийской православной церкви, титулярный епископ Ябрудский (1979—1999).

## Биография
Родился в местечке Абу-Мизан в провинции Горный Ливан, в Великом Ливане. Учился в Баламанде, Дамаске и Хомсе. 20 июля 1938 года принят Патриарахом Александром в монастырь пророка Илии.
В 1946 году епископом Хомский Александром (Юхой) был рукоположен в сан диакона. На следующий год уехал в Париж, где поступил в Свято-Сергиевский православный богословский институт. В 1951 году уехал в США для изучения философии и литературы.
В 1957 году митрополитом Антонием (Баширом) был рукоположен в сан пресвитера.
Большую часть последующих лет служил священником в Антиохийской православной архиепископии Северной Америки: состоял священником Богородицкого храма в Поутакете, штат Род-Айленд, Георгиевского храма в Трое, штат Мичиган.
15 ноября 1979 года был избран титулярным епископом Ябрудским, а 10 февраля 1980 года рукоположен в архиерейский сан. С 1980 по 1982 и с 1992 по 1999 год являлся викарием патриарха Антиохийского.
С 1983 по 1991 год был настоятелем Баламандского монастыря.
В 1999 году ушёл на покой.